# Saurauia floccifera
Saurauia floccifera är en tvåhjärtbladig växtart som beskrevs av José Jéronimo Triana och Planch. Saurauia floccifera ingår i släktet Saurauia och familjen Actinidiaceae. Inga underarter finns listade i Catalogue of Life.